# Gemelas
Gemelas est une telenovela chilienne diffusée du 4 août 2019 au 9 juin 2020 sur Chilevisión.

## Synopsis
Le feuilleton raconte l'histoire de deux sœurs séparées à la naissance et élevées dans des mondes complètement opposés: Luchita Rivera et Dominga Vázquez de Acuña.
Il y a 28 ans, Juana Rivera est décédée après avoir donné naissance à des jumeaux. Les filles ont été confiées à José Rivera, le seul frère du défunt, qui a décidé de ne donner qu'une des sœurs à Manuel Vázquez de Acuña, car il ne disposait pas des ressources nécessaires pour élever ses nièces.
Manuel a reçu le nouveau-né à la suite de son histoire d'amour avec Juana Rivera, la faisant passer comme fille adoptive avant son épouse, Guadalupe. Ainsi, Dominga a grandi dans le luxe, les voyages et le confort sans fin, ce qui en a fait une femme frivole, gâtée et possessive. Pour sa part, José Rivera s’occupe de la petite Luchita et l’élever avec dévouement en travaillant durement comme chauffeur de taxi. Ainsi, la jeune femme a forgé une carrière artistique en tant que show-girl d'un groupe de cumbia ranchera appelé "Vicho y las Gaviotas del Norte", dont le chanteur et compositeur, "Vicho" Espinoza, était son petit ami.
Leurs vies ont changé lorsque l'arrestation inopinée de Dominga en Espagne a mis en péril un contrat millionnaire que Manuel était sur le point de conclure avec l'écrivain Antonio Martínez, lui aussi promis par sa fille. C'est ainsi que Manuel a lancé un plan visant à trouver le remplaçant de Dominga jusqu'à ce qu'elle soit libérée. Cependant, Renzo Martínez, le frère d'Antonio, s'est réveillé d'un coma âgé de deux ans, ce qui semble être un plan parfait. Renzo s'est réveillé avec une amnésie sévère sans se douter que son frère Antonio avait profité de son accident pour voler le manuscrit du livre qui le tient aujourd'hui au sommet de sa réussite.6
Luchita Rivera, quant à elle, émue par les dettes médicales d'un oncle, accepta l'offre de Manuel, assumant l'identité de Dominga, confiante que cette usurpation d'identité ne durerait que quelques jours. Cependant, passer la nuit à Dominga était bien plus compliqué qu'elle ne l’imaginait. Il faut en débattre entre deux mondes, tout en essayant d’avancer dans sa propre vie, tout en naissant entre elle et Renzo un véritable amour, menacé par la véritable identité de Luchita et la passion de Vicho, qui ne veut pas laisser le l’opportunité de consolider "Vicho y las Gaviotas del Norte" en tant que plus grand groupe de cumbia ranchera de tous les temps.

## Acteurs et personnages
- Paloma Moreno : Luisa "Luchita" Rivera / Dominga Vázquez de Acuña
- Cristián Arriagada : Renzo Martínez
- Francisco Gormaz : Vicente "Vicho" Espinoza Espinoza
- Eyal Meyer : Antonio Martínez
- Carolina Varleta : Estela Ormeño
- Julio Milostich : Manuel Vázquez de Acuña
- Berta Lasala : Maruca Espinoza
- José Secall : José "Pepucho" Rivera
- Loreto Valenzuela : Paquita Montiel
- Elvira Cristi : Andrea Lombardi
- Francisco Celhay : Patricio San Lucas
- Luciana Echeverría : Perla Aros
- Claudio Castellón como Gonzalo
- Daniela Nicolás como Sofía Echaurren Etchegaray
- Felipe Álvarez : Floridor "Tattoo" del Carmen Urzúa
- Karla Melo : Magaly Tamayo
- Raúl González : Palomo Adams
- Guilherme Sepúlveda : Santiago Velasco
- Cecilia Hidalgo : Selva del Río
- Melissa Araya : Carmela Jones
- Diego Varas : Pedro "Pinky" Pineda
- Daniel Morera : Leonardo Vidaurre

## Diffusion
- Chilevisión (2019)
- Chilevisión Internacional (2019)

## Autres versions
- Educando a Nina (Telefe, 2016)
- Educando a Nina (TV Azteca, 2018)

### Sources
- (es) Cet article est partiellement ou en totalité issu de l’article de Wikipédia en espagnol intitulé « Gemelas » (voir la liste des auteurs).